# ...For Victory
...For Victory – piąty album brytyjskiej grupy muzycznej Bolt Thrower. Wydawnictwo ukazało się 24 listopada 1994 roku nakładem wytwórni muzycznej Earache Records.

## Lista utworów
Opracowano na podstawie materiału źródłowego.
1. "War" – 1:16
2. "Remembrance" – 3:42
3. "When Glory Beckons" – 3:59
4. "…For Victory" – 4:50
5. "Graven Image" – 3:59
6. "Lest We Forget" – 4:37
7. "Silent Demise" – 3:54
8. "Forever Fallen" – 3:47
9. "Tank (Mk.I)" – 4:15
10. "Armageddon Bound" – 5:13

## Twórcy
Opracowano na podstawie materiału źródłowego.
- Karl Willetts - wokal
- Baz Thomson - gitara rytmiczna, gitara prowadząca
- Gavin Ward - gitara rytmiczna
- Jo Bench - gitara basowa
- Andy Whale - perkusja
- Colin Richardson - produkcja

## Wydania
| Rok  | Nr katalogowy | Nośnik            | Wytwórnia muzyczna | Region            | Źródło |
| ---- | ------------- | ----------------- | ------------------ | ----------------- | ------ |
| 1994 | MOSH 120 LP   | LP, Album         | Earache Records    | Wielka Brytania   | [ 3 ]  |
| 1994 | MOSH 120 CDL  | 2xCD, Album, Ltd) | Earache Records    | Wielka Brytania   | [ 3 ]  |
| 1994 | MOSH 120      | 2xCD, Album, Ltd) | Earache Records    | Stany Zjednoczone | [ 3 ]  |
| 1994 | MOSH120CD     | CD, Album         | Earache Records    | Wielka Brytania   | [ 3 ]  |
| 1994 | TFCK-88716    | CD, Album, Bon    | Toy's Factory      | Japonia           | [ 3 ]  |
| 1994 | MOSH 120      | Cass, Album       | Earache Records    | Stany Zjednoczone | [ 3 ]  |
| 2007 | MOSH 1201CD   | 2xCD, Album, Ltd  | Earache Records    | Stany Zjednoczone | [ 3 ]  |